# Hoterodes albiceps
Hoterodes albiceps är en fjärilsart som beskrevs av Felder. Hoterodes albiceps ingår i släktet Hoterodes och familjen Crambidae. Inga underarter finns listade i Catalogue of Life.